# Desert de Tabernas
El Desert de Tabernas és un desert de la província d'Almeria al municipi de Tabernas a uns 30 km al nord de la capital provincial. Forma una zona protegida, paratge natural, d'11.625 ha.
Des de finals de la dècada de 1950 fins a la de 1980 va ser l'escenari de rodatge de més de 300 pel·lícules principalment del tema de l'oest americà.

## Clima
El desert de Tabernas està entre la Serra de los Filabres al nord i la Serra de Alhamilla al sud-sud-oest, que l'aïllen per efecte de l'ombra pluviomètrica dels vents humits del Mediterrani en una zona que ja és la de més de baixa pluviometria dins la península Ibèrica. Rep 240 litres de pluja a l'any i la seva temperatura mitjana anual és de 18 °C. Les hores de sol anual superen les 3.000.

## Geologia i biologia

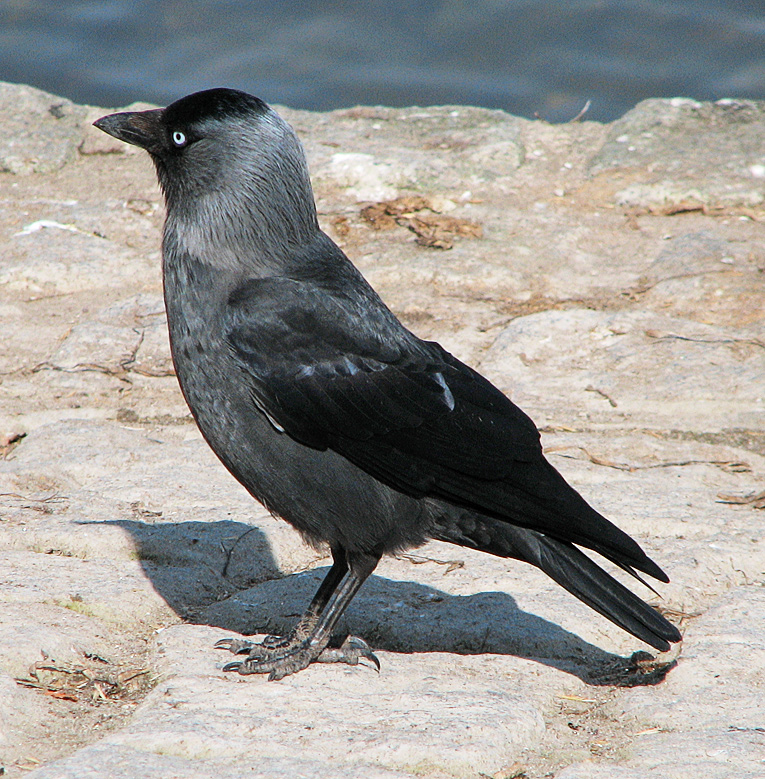
Un còrvid (Corvus monedula)

La principal roca mare de la zona erosionada (malpaís) és una marga que porta guix o limolita calco-guixosa, constituïda en un 50% per minerals silícics (moscovita, paragonita, clorita, quars i feldespats (en ordre decreixent d'abundància) i la resta per calcita guix i dolomita.
La pluja, principalment a la tardor i l'hivern, acostuma a caure de forma torrencial. Hi ha uns 25 dies de pluja l'any. El sòl és pobre, amb poca capacitat de retenció de la humitat i l'erosió és forta i forma l'anomenat malpaís (badlands).
Hi ha diverses rambles al fons de les quals hi ha aigua subterrània freàtica.

## Fauna
S'hi troben els eriçons Erinaceus europaeus i Aethechinus algirus. Altres mamífers són la guineu, el conill la rata i el liró. També hi ha la tortuga Mauremys leprosa i altres rèptils com les sargantanes cua-roja, el llangardaix oel·lat i les colobres.
Les aus s'observen sobretot al llarg del curs de les rambles o troben parets per a nidificar-hi i refugiar-se. Entre elles hi ha Apus melva, l'avió roquer (Hirundo rupestris), el roquer solitari (Monticola solitarius), o el còrvid (Corvus monedula), entre d'altres. Destaca també la presència del trompeter (Rhodopechys githaginea), i gran quantitat d'aus estepàries, com la ganga.

## Flora
La flora en general és xeròfila, excepte al fons de les rambles on les arrels de les plantes arriben a l'aigua subterrània (amb tamarius, baladres i palmeres). Entre les plantes pròpies del sud-est de la península ibèrica hi ha Euzomodendron bourgaeanum, Limoniun insignis, o plantes paràsites com Cynomorium coccineum.

## Cinema

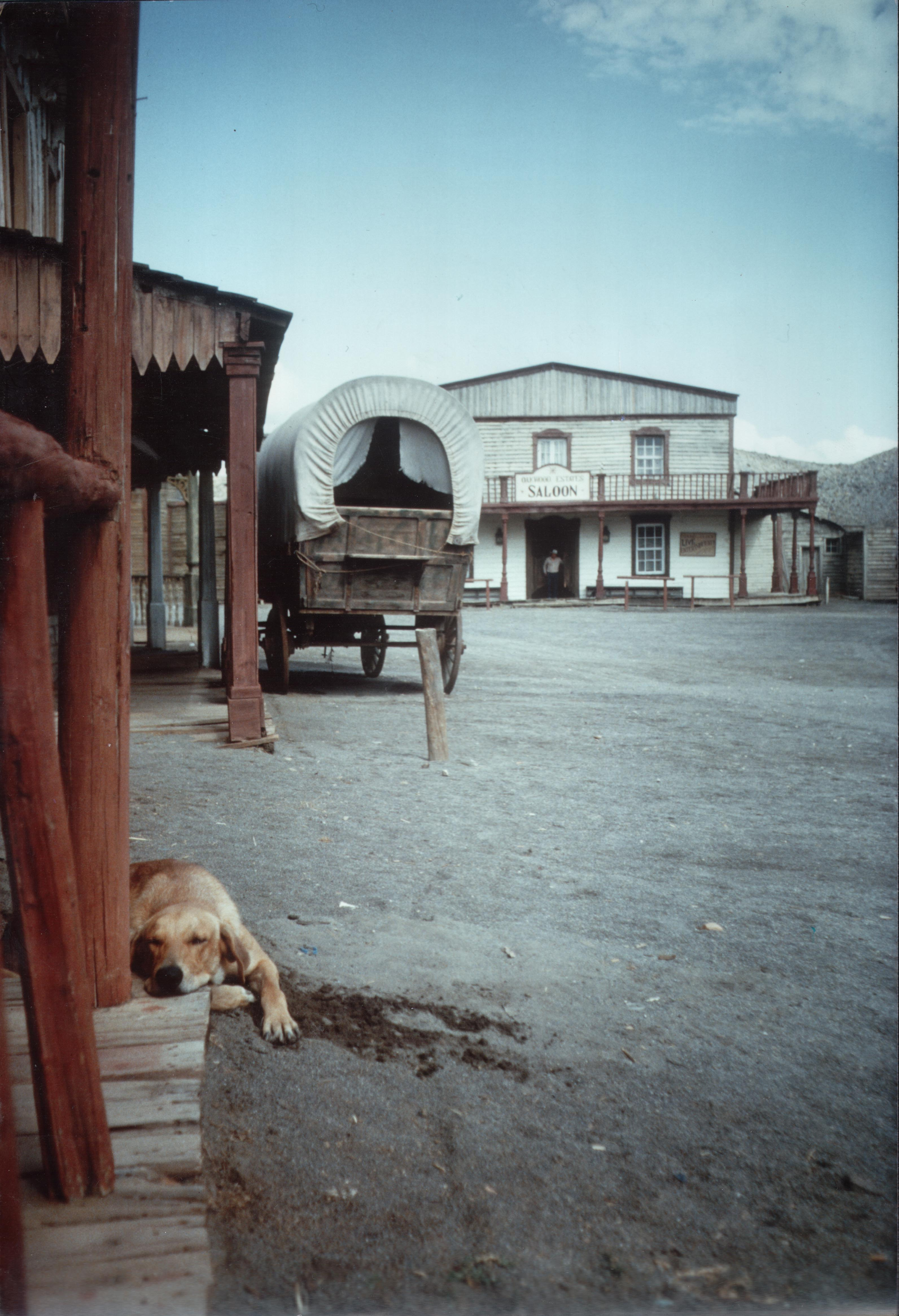
"Yucca-City" al desert de Tabernas

Per la seva similitud, no pas en fauna ni en vegetació, amb els deserts de Nord-amèrica i pel baix cost que representava rodar a Espanya, el Desert de Tabernas va ser l'espai de rodatge de múltiples pel·lícules. La major part d'aquestes eren del gènere spaghetti westerns, realitzades pels estudis Texas Hollywood, Mini Hollywood, i Western Leone.
Alguns spaghetti westerns famosos filmats al Desert de Tabernas poden ser; Django (1966) de Sergio Corbucci, Fins que li va arribar l'hora (1968) de Sergio Leone o l'anomenada "trilogia del dòlar" dirigida també per Sergio Leone i conformada per les pel·lícules Per un grapat de dòlars (1964), Per qualche dollaro in più (1965) i El bo, el lleig i el dolent (1966), totes protagonitzades per Clint Eastwood.
No obstant, les pel·lícules a les quals el Desert de Tabernas ha servit d'espai no es limiten a westerns europeus. Pel·lícules famoses com Lawrence d'Aràbia (1962) de David Lean, Conan el Bàrbar (1982) de John Milius o Indiana Jones i l'última croada (1989) de Steven Spielberg també es van filmar en el desert almerienc.